# Erythromma viridulum
Еrythromma viridulum (Charpentier, 1840) je vrsta iz familije Coenagrionidae. Srpski naziv ove vrste je Mala bistrooka devica.

## Opis vrste
Kao i kod E. najas, trbuh je skoro crn. Deveti i deseti segment trbuha mužjaka su plavi, ali na desetom postoji crna šara u obliku slova „H”, što mužjake jasno razlikuje od pomenute vrste (E. najas). Bočna strana grudi je plava, a oči su crvene. Leđna strana tela  ženke je kompletno crna, osim dve žute crte koje se pružaju celom dužinom grudi. Krila su providna sa svetlom pterostigmom. Uglavnom se viđaju kako lete nisko uz samu površinu voda .

## Stanište
Eutrofne, stajaće vode, skoro ili potpuno zatvorene vo denom vegetacijom (uključujući končaste alge u masi, biljke iz rodova Ceratophyllum, Myriophyllum i sl.) 

## Životni ciklus
Polaganje jaja se vrši u tandemu (dok su mužjak i ženka još uvek spojeni). Jaja polažu u potopljenim delovima vodenih biljaka. Po završetku larvenog razvića odrasle jedinke se izležu i ostavljaju egzuvije na priobalnim biljkama.

## Sezona letenja
Sezona letenja traje od maja do septembra.

## Literatura
- Dewick, Stephen and Richard Gerussi (2000) "Small Red-eyed Damselfly Erythromma viridulum (Charpentier) Found Breeding in Essex - The First British Records" Atropos No. 9 pp. 3–4
- Brooks & Lewington (2004). Field Guide to the Dragonflies and Damselflies of Great Britain and Ireland. British Wildlife Publishing. ISBN 0-9531399-0-5.
- „Erythromma viridulum”. British Dragonfly Society. Приступљено 17. 9. 2010.

## Spoljašnje veze
- Finding Erythromma viridulum in the Southern Urals (Russia)